# John C. Stennis
John Cornelius Stennis (ur. 3 sierpnia 1901, zm. 23 kwietnia 1995) – amerykański polityk, który w latach 1947–1989 reprezentował rodzinny stan Missisipi w Senacie Stanów Zjednoczonych. Ten członek Partii Demokratycznej był przez szereg lat jednym z najbardziej znanych i wpływowych członków izby wyższej Kongresu.

## Przed rozpoczęciem kariery politycznej
Urodził się w Kemper County, gdzie uczęszczał do miejscowych szkół publicznych. Następnie kontynuował naukę na Mississippi State University (ukończył w 1923) oraz na wydziale prawa prestiżowego University of Virginia (ukończył w 1928). W tym samym roku został przyjęty do palestry i rozpoczął własną praktykę prawniczą w De Kalb (Missisipi).

## Wczesna kariera polityczna
Jeszcze w czasie, kiedy przebywał na uniwersytecie, został wybrany do stanowej Izby Reprezentantów w Missisipi, gdzie zasiadał w latach 1928–1932.
W latach 1932–1937 pełnił urząd prokuratora okręgowego, a następnie sędziego (1937–1947), w obu przypadkach w 17. okręgu Missisipi.

### Brown v. Mississippi
W czasie swej kariery jako prokuratora Stennis prowadził śledztwo w sprawie morderstwa, w wyniku której stracono przez powieszenie trzech Afroamerykanów. Przyznanie się do winy zostało z nich wydobyte za pomocą tortur, co było wówczas w tej części kraju najzupełniej legalną praktyką. Wyrok został jednak post factum anulowany przez Sąd Najwyższy Stanów Zjednoczonych w sprawie Brown v. Mississippi (1936), na mocy której zakazano dalszego stosowania tortur w śledztwie. Stennis był wówczas w pełni świadom, co wykazały stenogramy z procesu, użytych przez śledczych metod, w tym biczowania.

## Senator Stanów Zjednoczonych

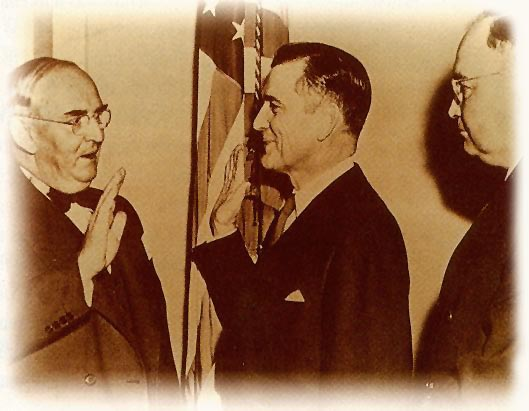
Stennis składa przysięgę senatorską na ręce przewodniczącego pro tempore Arthura Vandenberga w 1947. Po prawej James Eastland

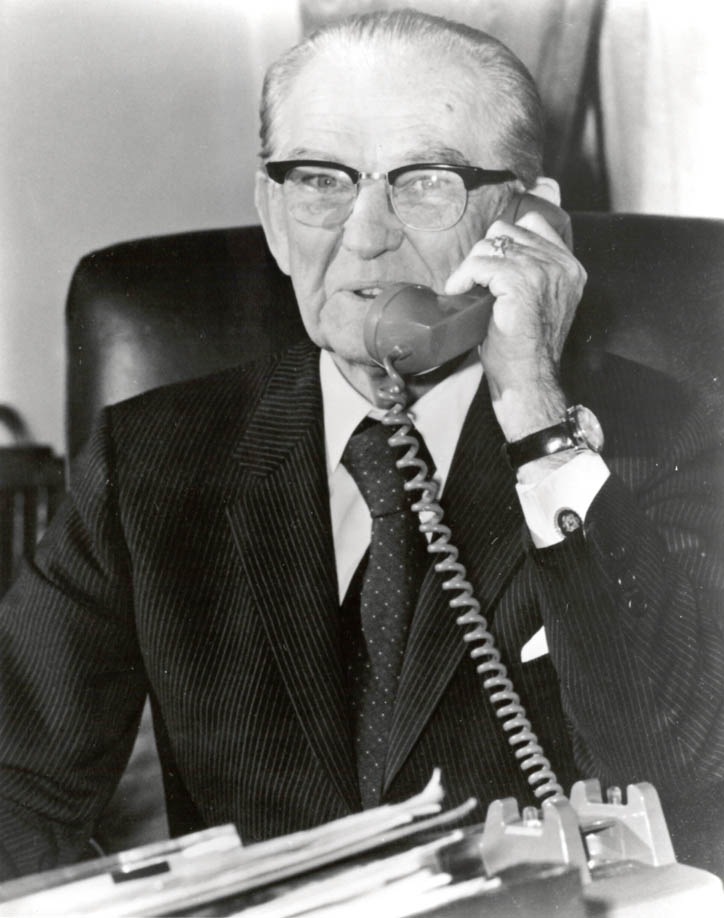
Stennis przy telefonie

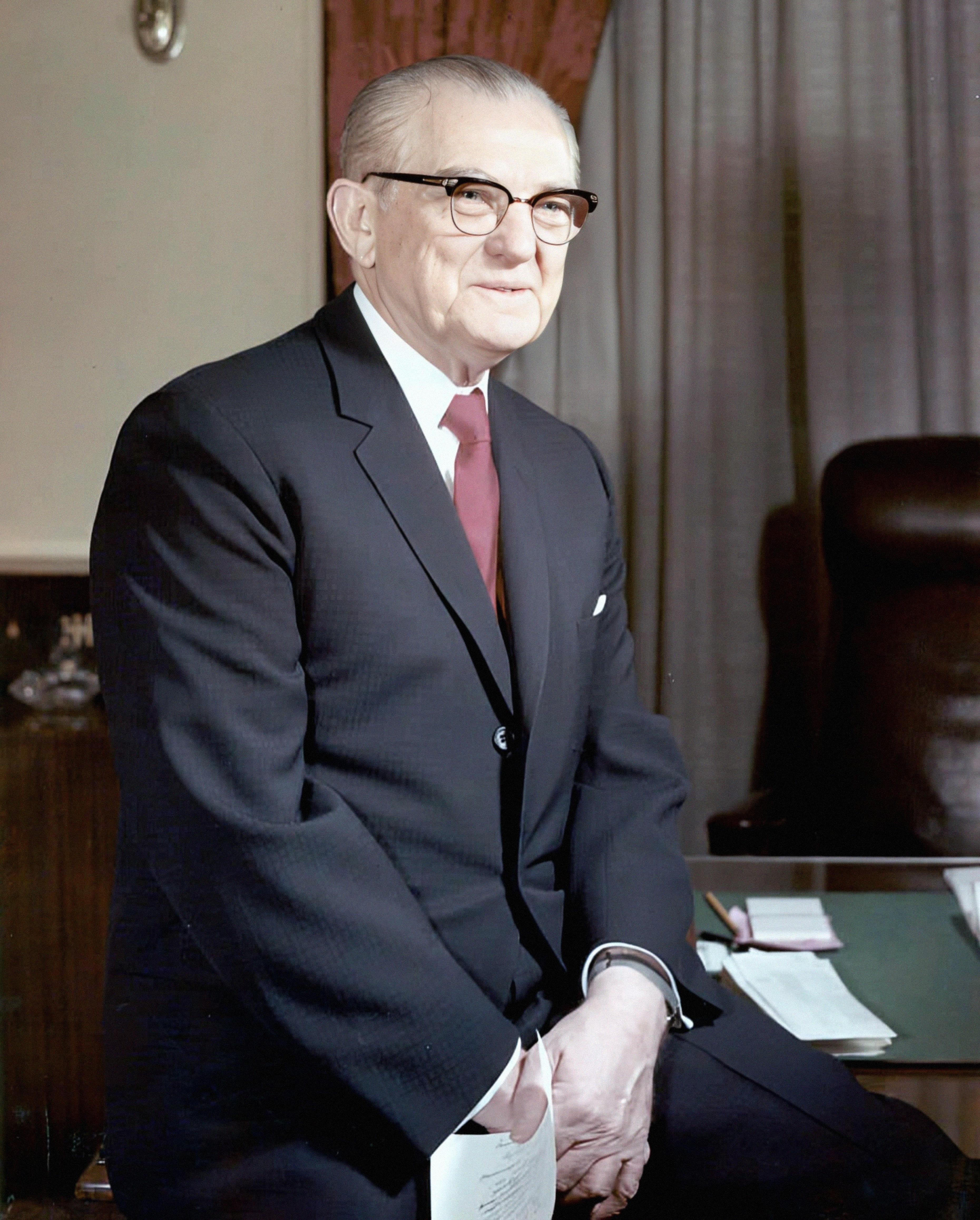

Kiedy zmarł dotychczas reprezentujący Missisipi w Senacie Theodore Bilbo, musiano siłą rzeczy rozpisać przedterminowe wybory. Stanął do nich sędzia Stennis, który pokonał w prawyborach trzech kontrkandydatów (m.in. dwóch kongresmenów, którymi byli John E. Rankin oraz William M. Colmer).
Nadmienić trzeba, iż przez wiele lat w stanach Głębokiego Południa, do których należy Missisipi, właściwymi wyborami były prawybory, z uwagi na zupełną dominację Partii Demokratycznej, a raczej jej konserwatywno-segregacyjnego (m.in. Dixiecratów) skrzydła.
Stennis był potem wybierany ponownie w latach 1952, 1958, 1964, 1970, 1976 oraz 1982. Większą część swej kadencji zasiadał wraz z drugim senatorem z Missisipi, Jamesem Eastlandem (który zasiadał w Senacie w latach 1941 oraz 1943–1978). Eastland i Stennis są drugim pod względem długości wspólnego zasiadania senackim duetem z jednego stanu w historii, zaraz po Stromie Thurmondzie i Fritzu Hollingsie z Karoliny Południowej.
Stennis był autorem pierwszego w historii Senatu kodeksu etyki obowiązującego w tej izbie, a także pierwszym przewodniczącym stosownego komitetu.
Jako pierwszych z demokratycznych senatorów potępił publicznie działania Josepha McCarthy’ego, podczas gdy np. Eastland popierał go do samego końca.

### „Ojciec nowoczesnej amerykańskiej marynarki wojennej”
W latach 1969–1981 był przewodniczącym Senackiego Komitetu ds. Sił Zbrojnych, gdzie dał się poznać ze skutecznych na ogół działań na rzecz rozwoju marynarki wojennej. Z racji tego nadano mu potem zaszczytny przydomek „Ojca nowoczesnej amerykańskiej marynarki wojennej” (ang. Father of America’s Modern Navy).
Jeden z obecnie znajdujących się w służbie amerykańskich lotniskowców, USS John C. Stennis (CVN-74), został tak ochrzczony na jego cześć.

### Stanowisko w sprawie praw obywatelskich
Przez dość długi okres Stennis należał w Senacie do zdecydowanych przeciwników, podobnie jak wielu innych demokratów z Południa, rozszerzenia praw obywatelskich na ludność kolorową, w tym prawa do głosowania. Jego sojusznikami w tej materii byli m.in. Robert Byrd czy Strom Thurmond.
Wtajemniczeni twierdzili jednakże, iż nie czynił tego z pobudek ideologicznych i nie był z przekonania rasistą, jak Eastland czy Bilbo, tylko czuł się zobligowany wobec swoich białych wyborców i, jak wielu południowców w owym czasie, obawiał się, iż w wypadku zbyt szybkich posunięć nastąpi (co się wcale nie sprawdziło) „katastrofa”. Zresztą zarówno on, jak i Byrd czy Thurmond, zmienili potem stanowisko w tej sprawie, a nawet niektórzy z nich zostali zaliczeni przez organizacje Afroamerykanów do sojuszników w Kongresie.
Jednakże w początkowym okresie podpisał na przykład osławiony dokument Southern Manifesto (co zrobili wszyscy senatorowie z Południa z wyjątkiem Lyndona Johnsona z Teksasu oraz Estesa Kefauvera i Alberta Gore’a z Tennessee), wzywający do zaprzestania desegregacji w szkołach publicznych.
W latach 60. wielu konserwatywnych demokratów z Południa, zrażonych polityką liberalnych demokratów, jak prezydenci John F. Kennedy oraz Lyndon B. Johnson, zaczęło zwracać się w stronę bardziej konserwatywnych republikanów, którzy w końcu, głównie dzięki temu, stali się dominującą siłą w regionie. Jakkolwiek Stennis pozostał lojalnym członkiem partii demokratycznej i nie przeszedł, jak Thurmond, do obozu przeciwnego, to jednak poparł publicznie republikańskiego kandydata na prezydenta w 1964 Barry’ego Goldwatera. W tym też roku głosował przeciwko ustawie o prawach obywatelskich, która zakończyła ostatecznie segregację na południu.
Początkowo organizacje Afroamerykanów odnosiły się do Stennisa z dużą dozą rezerwy, wypominając mu m.in. pamiętną sprawę z czasów jego urzędowania jako prokuratora. Pod koniec lat 70. i w latach 80. zaczął jednak popierać prawie wszystkie inicjatywy ustawodawcze w zakresie rozszerzenia praw obywatelskich, podobnie jak praw kobiet (jednym z bardzo nielicznych wyjątków był sprzeciw wobec ustanowienia święta im. Martina Luthera Kinga).
W roku 1986 Stennis osobiście prowadził, wraz z gubernatorem Billem Allainem, kampanię na rzecz Mike Espy’ego, który został pierwszym Afroamerykaninem wybrany z Missisipi do Kongresu (potem został sekretarzem rolnictwa w administracji prezydenta Clintona).

### Dean i Przewodniczącypro temporeSenatu
Po odejściu z Senatu, w wyniku przegranej walki o kolejną kadencję, Warrena G. Magnusona z Waszyngtonu w 1980, który w owym czasie był najdłużej urzędującym senatorem i przewodniczącym pro tempore Senatu, Deanem (czyli najstarszym stażem) członkiem Izby został Stennis.
Zwyczajowo to najdłużej urzędujący Senator z partii, która aktualnie posiada większość, obejmuje tę funkcję, wedle konstytucji czwartą w państwie. Jednakże od 3 stycznia 1981 to republikanie wygrali wybory i Strom Thurmond, aczkolwiek młodszy stażem od Stennisa, ale najstarszy wśród zwycięzców, objął to stanowisko.
Po ponownym zdobyciu przez demokratów większości w Senacie w 1987 Stennis został wybrany przewodniczącym pro tempore na okres 100. (1987–1989) Kongresu. W okresie, kiedy był obłożnie chory, jego zastępcą, jako przewodniczącego pro tempore, był George J. Mitchell z Maine.
W roku 1988 Stennis liczący sobie prawie 90 lat odrzucił możliwość ubiegania się o kolejną kadencję i odszedł z Senatu.

### Inne wiadomości
- W chwili swego odejścia z Senatu, po 41 latach i dwóch miesiącach urzędowania, Stennis był drugim, po Carlu T. Haydenie, najdłużej piastującym mandat senatorem w historii. Jednakże obecnie rekord ten został przełamany przez Thurmonda, Byrda, Teda Kennedy’ego i Daniela Inouye.
- W 1984 Stennis stracił swą lewą nogę w wyniku choroby nowotworowej.
- W 1973 został poważnie ranny od dwóch kul, kiedy potajemnie przebywał poza swoim domem w Waszyngtonie.
- W czasie swej 60-letniej kariery nigdy nie przegrał żadnych wyborów.
- Miał dwoje dzieci: córkę Margaret Jane oraz syna Johna Hamptona.
- Pochowany jest na Pinecrest Cemetery w Kemper County.